# デグチャレフPTRD1941
デクチャリョフPTRD1941（露：ПТРД1941）は、1941年に赤軍が採用したボルトアクション式単発の対戦車銃である。
「PTRD1941」とは「ProtivoTankovoye Ruzhyo Degtyaryova 1941 goda（Противотанковое ружьё Дегтярёва образца 1941 гола」（ロシア語の綴りに基くカタカナ転写はプロチヴォタンコヴォエ・ルジヨ・デクチャリョヴァ・オブラスツァ・トゥイシャチ・デヴャチソト・ソーロク・ペルヴォヴォ・ゴーダ、発音に極力近づけたカタカナ表記はプラチヴァターンカヴァイェ・ルジヨー・ヂクチリョーヴァ・アブラスツァー・トゥイシャッヂヴィチソート・ソーラク・ピェールヴァヴァ・ゴーダ）の略で、「デクチャリョフ対戦車銃1941年型」という意味である。
“Дегтярёв（英語式転写Degtyarev、ドイツ語式転写Degtjarjow）”はロシア語の綴りに基き発音を考慮して表記すれば「デクチャリョフ」又は「デクチャリョーフ」、IPA記号による表記を再現する形で実際の発音に近く表記すれば「ジクチリョーフ」又は「ヂクチリョーフ」となり得るが、日本語文献では、英語式の転写表記"Degtyarev"をそのまま読む形で慣習的に「デグチャレフ」と表記されることが通例である。

## 概要
PTRDは、赤軍により個人運用歩兵用対戦車火器として開発された大口径の単発銃である。この銃は施条銃ではあるもののソ連・ロシアではGOST、小火器、用語及び定義によりライフル（vintovka）には区分されない。
赤軍の他、赤軍指揮下のポーランド人民軍やドイツ占領下の東欧のパルチザン組織にも供給された他、ドイツ軍にも大量に鹵獲され、ドイツ軍では14.5mm Pz.B783(r)（PanzerBüchse 783(r)：14.5mm対戦車銃 783型（ロシア製）の意）の分類コード名を与えて使用した。
第2次世界大戦後には予備兵器に指定されて第1線の装備からは外されたが、ソビエトの同盟国に供与され、朝鮮戦争やベトナム戦争でも陣地攻撃他の対物・対装甲兵器として用いられた。前線部隊から引き揚げられた後も各国で予備兵器として保管され、2010年代に発生したクリミア・ウクライナの紛争でも民兵組織が使用している例が確認されている。
日本においては国連軍が鹵獲したものが陸上自衛隊の東千歳駐屯地他の資料室において展示されているほか、民間業者がコレクション用に無可動化して販売した例もあり、実際に「銃」として用いることは出来ないながら、実物を所有しているコレクターが存在している。

## 開発
1930年代、赤軍では同時期の他国と同様に、個人もしくは少人数で運用できる対戦車兵器として対戦車ライフルの開発を進めた。しかし、当時の赤軍で制式採用されていた歩兵火器の中で最大口径である12.7x108mm弾では「戦車に対しては威力不足である」と結論されたため、口径および使用弾薬を始めとしてその方向性がなかなか定まらず、高価で複雑なものとなっても連発可能な自動火器とするか、あるいは単純かつ安価な単発式とするかで方針が固まらなかった。「連発可能な自動式」は高価で複雑になる上に重量の増加を招き、"個人あるいは少人数で運用する"という元来のコンセプトから外れる可能性が高いが、「単純かつ安価な単発式」は"連射性の低さを数で補う"ことが必要で、結果的にはコスト面や生産力負担の点で自動式と大して変わらない結果となるのでは、という点が問題として強く指摘されたためである。また、戦車の装甲を貫通できるほどの威力を持つ弾薬は、当然ながら発射反動が大きく、これを発射する銃は射手への負担が大きく過大なものとなる、という懸念も強く出されていた。これを踏まえ、10種類を超えるものが試作されて検討されたものの、軍の期待する「大威力で動作が確実、かつ可能なかぎり軽量なもの」という点が満たせるものが開発できず、制式採用されたものはなく、本格生産と大規模な部隊配備は行われていなかった。
1938年11月9日にGAU（砲兵管理局）から出された新たな「軽対戦車火器」に対する要求」に基づき、暫定的なものとしてドイツのマウザー　M1918を12.7x108mm弾仕様に変更し、マズルブレーキと緩衝装置付き銃床を追加したショロホフ対戦車ライフルが開発された。更に、使用弾薬として14.5x114mm弾が選定され、上記の試作開発の実績に基いて、これを使用する5連発半自動式のルカヴィシュニコフ PTR-39が開発され、1939年10月に制式採用されたが、PTR-39は機械的信頼性が低い上、「我が国で開発されたT-34やKV-1と同程度の装甲を持つ戦車が他国でも開発されているであろうことを考えると、現時点でも威力不足である」として1940年8月には制式採用は取り消され、わずか30丁が生産されたのみに終わった。
このように、赤軍内では対戦車ライフルに対してその有効性に疑問が持たれていたが、1939年のポーランド侵攻に際して、ポーランド軍の使用したWz.35 7.92x107mm対戦車ライフルがかなりの威力を示したことから、対戦車ライフルに対する再評価が行われ、小規模ながら開発計画の再開が行われることとなった。
1941年、ドイツ軍の侵攻により「大祖国戦争」（独ソ戦および第二次世界大戦のソビエト呼称）が勃発すると、急遽対戦車ライフルの大量装備が決定され、可能なかぎり迅速な実用化と量産が命じられた。当初はドイツ軍から鹵獲したPzB39対戦車ライフルを使用弾薬の7.92x94 Patr.318弾と共にフルコピーすることが計画され、少数の試作生産も行われたが、最終的には赤軍内での開発計画の実績を基に、単発手動式の本銃とガス圧作動方式連発自動式のシモノフPTRS1941の2種類が選定されて採用された。
連発自動式と単発手動式のものが並行して採用されたのは、連発自動式は試作の段階で問題を発生させるものが多かったために、連発自動式のみを開発・生産していると情勢に間に合わない、という判断がなされたためで、「高度で高威力だが生産に時間が掛かるもの」と「性能的には不十分だが可能なかぎり早急に実戦投入できる戦時急造型」を選定することで、危急の状況に対応する、という判断がなされたものである。PTRDも本来は連発式となる予定であったが、装弾・排莢機構に発生する問題を早急に解決できないと判断されたことから、連装式の装弾部を廃した単発式となった。
PTRD及びPTRSは、上述の1930年代の開発計画により基本的な設計が既に固まっていたこともあり、どちらも開発命令から試作1号銃の製作まで22日間という短期間で開発され、1941年8月29日の採用決定後、即座に量産に入った。本銃はPTRSと異なり実にシンプルな構造であったため、生産性や信頼性で遥かに勝り、PTRSに先駆けて大量に生産されて前線に配備された。本格量産は1941年9月下旬に開始され、同年10月までに50丁が製造されたことを皮切りに1941年内だけでも17,600丁余が生産され、翌1942年には184,800丁が生産された。その後、1943年に入りPTRSの生産体制が整ったことや、対戦車兵器としては威力不足とされたことから生産体制は縮小されたが、生産が中止された1944年12月までの総生産数は281,111丁とされている。

## 運用
PTRDの最初の生産分は即座にモスクワを守備する部隊に送られ、1941年秋から冬にかけてのモスクワ攻防戦にて初めて実戦で使用された。本銃から初速1,012m/sで発射される14.5mm弾は、有効射程の100mからIII号戦車・IV号戦車の30mm側面装甲を貫通できた他、防弾ガラスの入った覗き窓を簡単に破壊して乗員を死傷させることができた。
本格的な部隊配備は1942年から開始され、ドイツ戦車に対する有効な対戦車兵器として重用されたが、ドイツ戦車は開口部を減らして覗き窓を溶接で埋めたうえ、シュルツェンという補助装甲スカートを装着することで対抗した。さらにはティーガー・パンターなど、より重装甲の新型戦車が登場すると、本銃による射撃で撃破するのは極めて困難になった。
しかし、当時のソ連ではHEAT弾の開発が遅れたために引き続き大量に使用され、キューポラや操縦手用のペリスコープ・砲身・起動輪・履帯・車外に身を露出した乗員などを狙撃し、戦闘力を減じる用途に使われた。さらに重火器・火砲・建造物・野戦築城や軽装甲車輌・非装甲車輌などを目標とする、対人・対物狙撃にも用いられた。しかし戦車よりも小さな目標を狙うには照準器が簡便すぎるため、狙撃銃用のライフルスコープを装着できるように改造されたものもある。
射撃自体は兵士1名で可能だが、戦場においては射撃手と観測手兼弾薬手（射手の近距離援護も担当した）の2人による行動が基本とされ、これを5組で1班とした。予備弾は20発収納の木製もしくは金属製の弾薬箱、または20発収納の布製のポーチにより運搬し、通常はいずれかを1組あたり2個携行した。

## 構成
PTRDは全長2.020m、重量15.75kgと、人間が1名で射撃する「銃」としては非常に長大かつ大重量だが、同時に採用されたシモノフPTRS1941（20.8kg）よりは軽量である。ボルトアクション式の単発銃ではあるが、変則的ショートリコイル方式の構造は半自動の対戦車砲に近く、排莢は自動化されている。（銃身がバイポッド等で地面と固定されていると手動排莢となる、自動排莢は銃身が固定されていない伏せ撃ちや土嚢等に乗せて撃つ等の状態に限る。）そのため、速射性はセミオートマチックのPTRSに大きく劣るものではなかった。発射時の反動はマズルブレーキの作用と、銃身・機関部の後座によって減衰された後に射手へ伝わる。
初弾発射には、ボルトハンドルを引いてボルトを後退させたのち、弾薬を上方に空いた装填口から装填、ボルトを前進させて薬室を閉鎖すれば射撃準備完了となる。ボルト後端には撃針の後端が露出しており、露出部は鉤状になっている。不発、もしくは撃鉄を引いても撃針が充分に前進しない場合には鉤状の部分に指をかけて後方に引くことで手動で撃針をコッキングし直すことができる。また、右回りに回転させることにより撃針を固定することができ（解除する際は左側に回す）安全装置としても機能した。銃身部最後端左側にはボルトキャッチがあり、リリースボタンを押してボルトハンドルを後方に引けばボルト部分を銃本体から引き抜くことができる。
リコイルスプリングはショルダーストック内に入っており、射撃後の反動によってストックを除く銃全体が65mm後退する。その際、ストックに縦に溶接された鉄板にボルトハンドルが接触することにより、鉄板の斜めのカーブに沿ってボルトハンドルが薬室を開放する方向に動き、ボルトの閉鎖が解除される。リコイルスプリングが圧縮されきったところで銃身部と銃把部分の後退は停止するが、閉鎖解除されたボルトのみが慣性と銃身内の撃発圧力により更に後退し、薬莢はチャンバーから抜かれて下に空いた排出口から排出される。圧縮されたリコイルスプリングが伸長することによって銃身部は前方へ戻っていくが、ボルトは後退位置で停止する。ボルトが完全に開放されたことを確認した上で、装填口へ次弾を装填してボルトを閉鎖すれば、次弾発射準備が整う。薬莢が薬室内に張り付く事もあったが、これは事前にオイルを塗った綺麗な薬莢を使えば防ぐことができた。
照準器は銃左側に飛び出した形となっており、照星は銃口部、大型のマズルブレーキの後方に、照門は一段太くなった薬室部分の前端にある。共に簡易な構造ながら照星は左右調節可能（初期の生産分は上下調節も可能な構造になっている）で、照門は400mまでと400-1,000mの可倒式二段階切り替え式となっている。

## ギャラリー

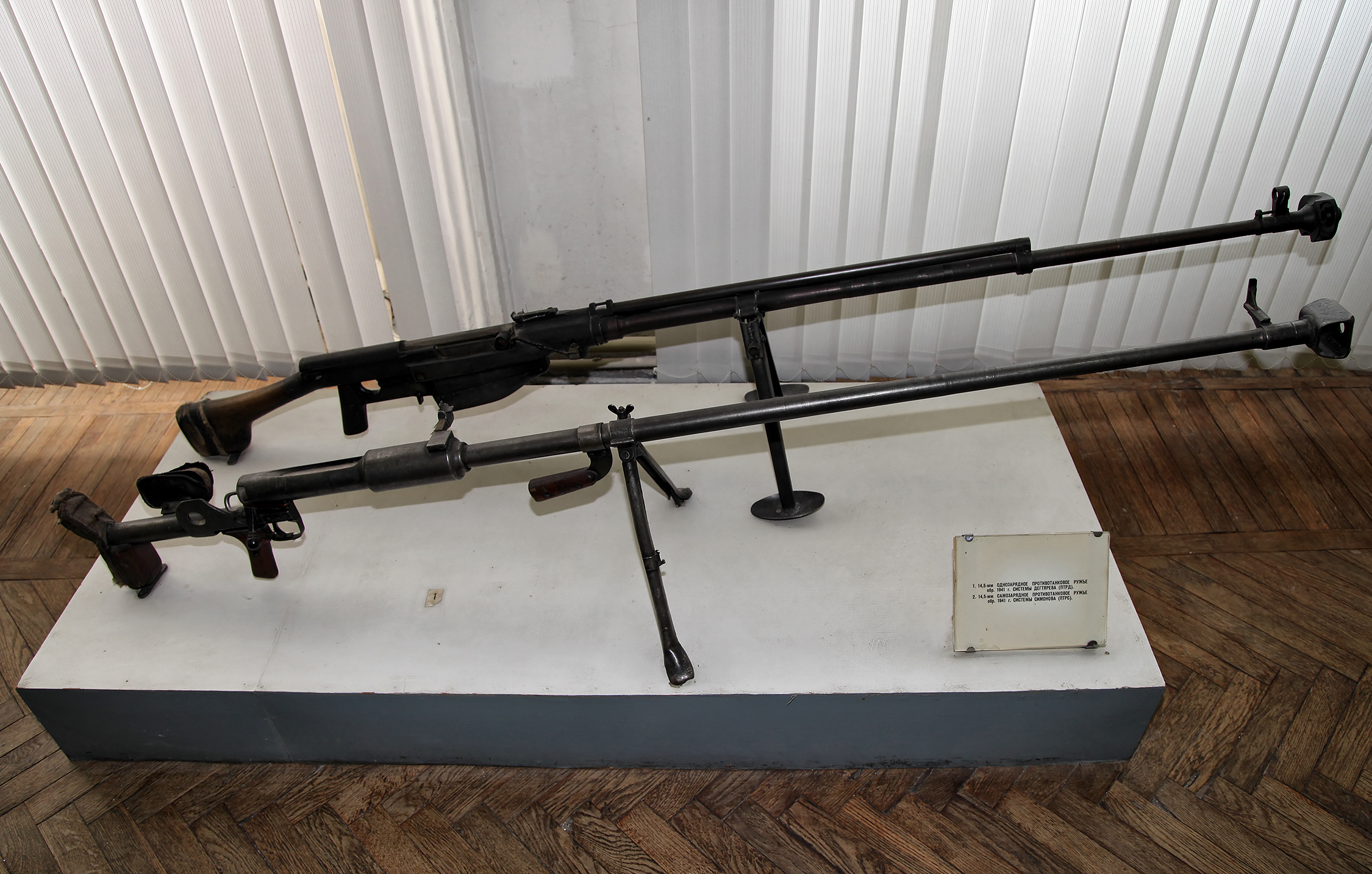
シモノフPTRS1941と並べて展示されるPTRD （奥がPTRS）
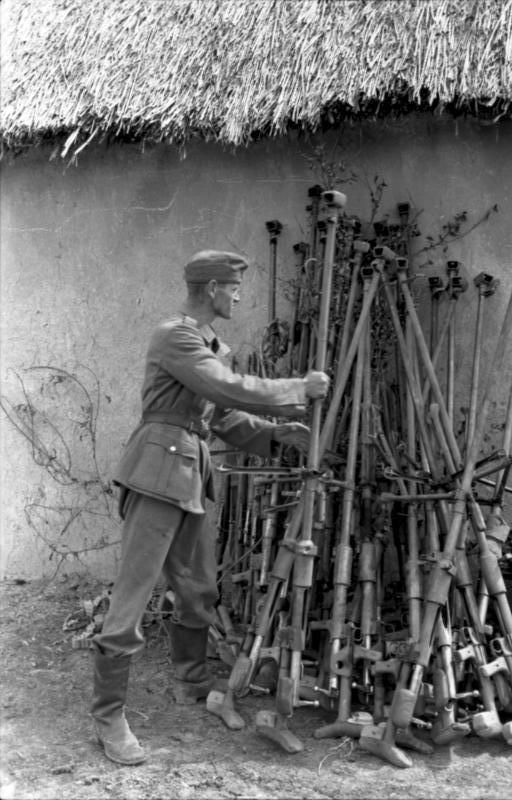
ドイツ軍に大量に鹵獲されたPTRD
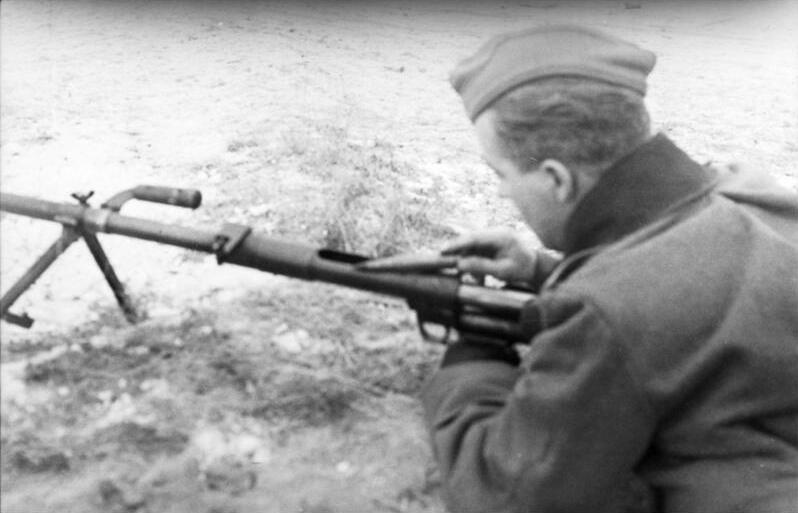
鹵獲したPTRDを取り扱うドイツ軍の兵士。使用する銃弾が通常のライフル銃（7mmクラス）のものよりはるかに大きいことがわかる
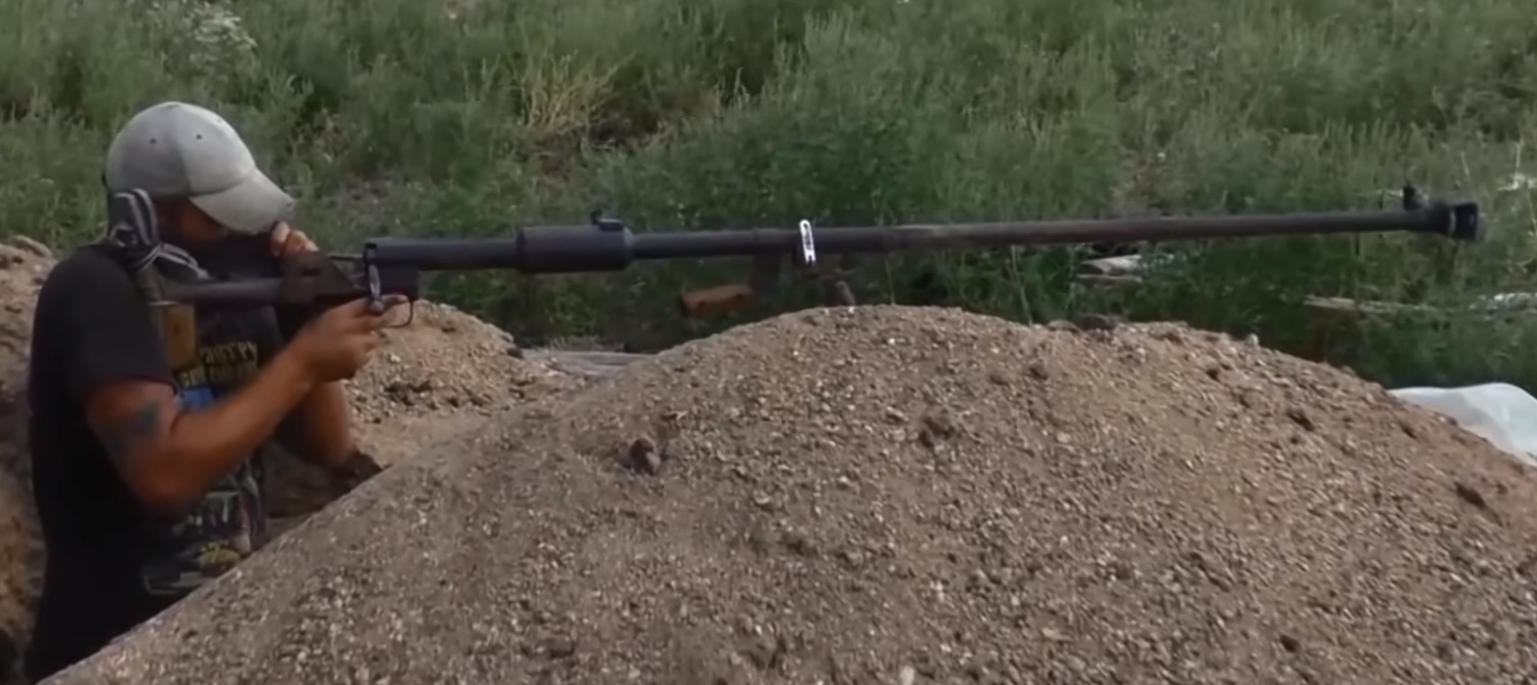
現存するPTRD 人間との対比がよく判る1枚で、その長大さがよくわかる

## 登場作品

### アニメ・漫画
『DARKER THAN BLACK -流星の双子-』
蘇芳・パブリチェンコが使用する。
『ウクライナ混成旅団』
単行本「幻の豹 The Panther in Ukraina 1950」または「独立戦車隊」収録作品。冒頭に赤軍の対戦車ライフルとして登場し、日本陸軍の新砲塔チハの砲手と操縦士を狙撃し、無力化する。
『進撃の巨人』
マーレ軍の兵器である「対巨人ライフル」として登場。マーレ軍降下猟兵（空挺兵）の兵士が所持しており、コルトの所持していたものを拾ったガビがエレンの他巨人に対して使用する。
『迷彩君』
作中においてロシア人傭兵の友人から譲られる。

### 小説
『同志少女よ、敵を撃て』
射手死亡に伴いアヤが代理で使用。LT-38を複数撃破する戦果を挙げるが、最終的に破壊されて使用不能となる。
『ソードアート・オンライン オルタナティブ ガンゲイル・オンライン』
SJ1を除くSJやテストプレイにてSHINCのメンバー、トーマが使用。

### ゲーム
『Red Orchestra: Ostfront 41-45』
ソ連軍側の対戦車兵の主装備として登場。
『War Thunder』
pvでソ連軍がティーガー戦車にむけて射撃している。
『ソードアート・オンライン フェイタル・バレット』
「AMRブレイクスルー」の名称で登場。外見が若干アレンジされ架空銃となっている。現実同様わずか1発の装弾数と、本作に登場する武器中で最大の基礎攻撃力を併せ持つ極端な性能が特徴。
『メタルギアソリッド ピースウォーカー』
対戦車ライフル設計のスキルを持ったスタッフの加入により開発が可能になる。重量は現実とほぼ同じ16kg。操作キャラクターが装備すると通常の狙撃銃と異なり肩に担ぐ専用モーションで持ち運ぶ。

## 参照元
書籍
- 『WAFFEN REVUE』Nr.60 「Russische Panzerbüchse 14,5 mm PTRD M 41」p.67-82 1986年

- 田中義夫：編 『ドイツ兵器名鑑 1939～45 陸上編』 （ISBN 978-4775800638） コーエー：刊 2003年　p.76

Webサイト
- Военное обозрение＞Вооружение＞Индивидуальное оружие＞Отечественные противотанковые ружья
- Modern Firearms＞Anti-tank rifles＞Degtyarov PTRD anti-tank rifle (USSR)
- TANK ENCYCLOPEDIA＞PTRD-41
- weaponland.ru - Противотанковое ружье Дегтярева ПТРД

- 頑住吉 元ガンスミスの部屋＞知識の断片＞ロシア製対戦車ライフルPTRD1941
- 古式銃 無可動実銃専門店 シカゴレジメンタルス - Chicago Blog
  - 2015.02.02 Monday「見た目以上に軽いです」